# Estación de Universidad de Alicante
Universidad de Alicante es un apeadero ferroviario situado en el municipio español de Alicante en la provincia de Alicante, Comunidad Valenciana. Forma parte de la línea C-3 de la red de Cercanías Murcia/Alicante operada por Renfe. Da servicio a la Universidad de Alicante.

## Situación ferroviaria
La estación se encuentra en el punto kilométrico 448,332 de la línea férrea de ancho ibérico La Encina-Alicante a 91,19 metros de altitud.

## Historia
El recinto fue inaugurado en 2007 con la puesta en marcha de la línea C-3 de la red de cercanías.

## Servicios ferroviarios
La estación forma parte de la línea C-3 de la red de Cercanías Murcia/Alicante. Desde el 22 de octubre de 2018 opera una línea de regionales a Villena.